# Svealand

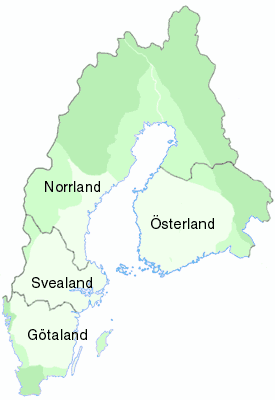
Svédország történelmi országrészei. A sötétebb színezés későbbi svéd birtokbavételt jelez. Svédország ebben a teljes kiterjedésben, illetve ezekkel a határokkal egyidejűleg soha nem létezett

Svealand Svédország egyik történelmi országrésze. Közép-Svédországban található, északon Norrland és délen Götaland határolja. Tiveden, Tylöskog és Kolmården erdők választják el Götalandtól. 
A történészek szerint az eredeti svédek innen származtak. 

## Tartományok
Svealand a következő hat tartományból áll (mindegyikük a mai Svédországban található):
| - Dalarna - Närke - Södermanland - Uppland - Värmland - Västmanland | Dalarna · Närke · Södermanland · Uppland · Värmland · Västmanland |

## Történelem
A svéd királyok által keletre vezetett keresztes háborúk a 12. század folyamán Österland, a mai Finnország déli része meghódításához vezettek. 
Värmland 1815-ig Götalandhoz tartozott és időközönként Närke pedig Svealandhoz.
Svédország neve svédül: svea rike (mai írással: Sverige) – Svear Királysága Svealanddal kapcsolatos. Más írási formák: Svitjod vagy Sweorice.